# حسین‌آباد خانی (بافت)
حسین‌آباد خانی، روستایی از توابع بخش مرکزی شهرستان ارزوئیه در استان کرمان ایران است.از محصولات آن میتوان به [انار] اشاره کرد

## جمعیت
این روستا در دهستان دهسرد قرار دارد و براساس سرشماری مرکز آمار ایران در سال ۱۳۸۵، جمعیت آن ۱۱۲ نفر (۲۸خانوار) بوده‌است.